# Стануд
Стануд (на английски: Stanwood) е град в окръг Снохоумиш, щата Вашингтон, САЩ. Стануд е с население от 3923 жители (2000) и обща площ от 5,1 km². Намира се на 2 m надморска височина. ЗИП кодът му е 98292, а телефонният му код е 360.